# Institut vénézuélien de la recherche scientifique
L'Institut vénézuélien de la recherche scientifique (IVRS; Instituto Venezolano de Investigaciones Científicas, IVIC en espagnol) est issu de la réorganisation, en 1959, par le physicien Marcel Roche (1920-2003), de l'Institut sur la neurologie et les recherches concernant le cerveau (fondé en 1955 par Humberto Fernández Morán). Il a été dirigé au début par Marcel Roche, qui a été aussi, entre autres fonctions internationales, gouverneur de l'Agence internationale de l'énergie atomique (AIEA) de 1958 à 1960.
L'IVRS a mené un programme nucléaire de recherches dans les années 1970, avec l'aide de Washington, qui lui a fourni de l'uranium enrichi afin d'alimenter le réacteur de recherche RV-1, situé à l'IVRS .

## Voir
- Venezuela
- Programme nucléaire du Venezuela